# Pryluky
Pryluky (även skrivet Priluka eller Priluki, ukrainska: Прилуки uttal (fil)) är en stad i Ukraina, 130 kilometer öster om Kiev.
Staden var i början av 1900-talet känd för sin järn-, tobaks- och kvarnindustri, under mellankrigstiden var 1/3 av befolkningen judar.
Staden har 57 735 invånare år 2015, och en yta på 42,2 km2.

## Vänorter
Pryluky har tre vänorter:
- Belgorod, Ryssland
- Ostrołęka, Polen
- Kościerzyna, Polen